# Portugalia w Konkursie Piosenki Eurowizji Junior
Portugalia w Konkursie Piosenki Eurowizji Junior zadebiutowała w 2006 roku. Od czasu debiutu konkursem w kraju zajmuje się portugalski nadawca publiczny Rádio e Televisão de Portugal (RTP).

## Historia Portugalii w Konkursie Piosenki Eurowizji Junior
Nadawca transmitował 3. Konkurs Piosenki Eurowizji Junior (2005) i zapowiedział, że zadebiutuje w 2006 roku.

### Konkurs Piosenki Eurowizji Junior 2006
11 grudnia 2005 roku portugalski nadawca Rádio e Televisão de Portugal (RTP) potwierdził swój debiut w 4. Konkursie Piosenki Eurowizji Junior. W czerwcu telewizja otworzyła proces zgłoszeń, a termin nadsyłania kandydatur trwał od 17 czerwca do 4 sierpnia 2006. 29 września 2006 odbyły się preselekcje Festival da Canção Junior, w preselekcjach spośród 72 nadesłanych zgłoszeń wyłoniono dziesięciu kandydatów: Mariana António („Só Eu Sei”), Gustavo Almeida, Guilherme Salgueiro i Diogo Farias („História e rapugrafia de Portugal”), Trio da Pop („Ouve o Teu Coração”), Tiago Batista („Só Quero um Mundo Melhor”), Pedro Madeira („Deixa-me Sentir”), Marisa Almeida („Há Sempre uma Canção”), Ana Rita Ribeiro („Uma Canção Fora de Moda”), Daniela Pinto („Tudo o que Penso”) oraz Bárbara Pinho („Nas Noites de Paris”) i Sara Afonso Gonçalves („Folhas de Vento”).
Selekcje prowadzone przez Jorge Gabriel wygrał Pedro Madeira, dzięki czemu 2 grudnia reprezentował Portugalię w finale konkursu rozgrywanego w Bukareszcie. Ostatecznie zajął 14. miejsce zdobywszy 22 punkty.

### Konkurs Piosenki Eurowizji Junior 2007
5 października odbyły się preselekcje Festival da Canção Junior do 5. Konkursu Piosenki Eurowizji Junior, ze stu nadesłanych piosenek wyłoniono dwunastu finalistów: Angela Nunes („Ao ritmo do som”), („Marta Ferreira („Por ti, aqui”), Joana Nascimento („Quero acreditar”), Daniela Silva („Canção Inquieta”), Sérgio Manuel („Praia de sentir”), Jorge Leiria („Só quero é cantar”), Bernardo Portela („Pensar em ti”), Ricardo Figueiredo („Para quê chorar”), Gustavo Almeida („My world”), Filipa Sousa („Luz Mãe Terra”), Joana Coelho („Força da Natureza”) oraz Fatima i Rita („Estado de Ilusão”).
Preselekcje prowadzone przez Jorge Gabriel i Merche Romero wygrała 10-letnia Jorge Leiria uzyskując 15,4% głosów telewidzów. 8 grudnia wystąpiła piąta w kolejności startowej w Rotterdamie. Zajęła 16. miejsce zdobywając 15 punktów. 11 grudnia 2007 wyjawiono, że edycję w 2007 oglądało 1,09 mln widzów.

### Konkurs Piosenki Eurowizji Junior 2008–2016: Brak udziału
6 maja 2008 nadawca zrezygnował z udziału w 6. Konkursie Piosenki Eurowizji Junior, nie podając powodu swojej decyzji.
6 czerwca 2012 portugalski nadawca Rádio e Televisão de Portugal (RTP), wykluczył swój udział z powodu sytuacji finansowej. Nadawca zrezygnował również z udziału w edycji w 2013.
28 lipca 2014 wstępnie potwierdzono powrót Portugalii do stawki konkursowej. 4 września 2014 RTP poinformowało, że finalnie zrezygnowano z powrotu. Nadawca zrezygnował również z udziału w 2015 i 2016 nie podając powodu swojej decyzji.

### Konkurs Piosenki Eurowizji Junior 2017
5 października odbyły się krajowe eliminacje Juniores de Portugal do 15. Konkursu Piosenki Eurowizji Junior, w których rywalizowało wybranych wewnętrznie pięcioro uczestników: Filipa Ferreira, Matilde Leite, Margarida Lima, Duarte Valença i Mariana Venâncio.
Zwycięzca został wyłoniony na podstawie głosowania jury i telewidzów. W jury zasiedli: Carlos Mendes, Inês Santos i Pedro Gonçalves. Preselekcje wygrała Mariana Venâncio. 26 listopada 2017 wystąpiła na koncercie finałowym konkursu w Gruzji. Podczas konkursu wykonała swój utwór „Youtuber”, napisany i skomponowany przez João Cabrita i Mariana Andrade. Ostatecznie zajęła 14. miejsce z dorobkiem 54 punktów, w tym 9 pkt od jury (15. miejsce) oraz 45 pkt od widzów (10. miejsce).

### Konkurs Piosenki Eurowizji Junior 2018
W październiku odbyły się krajowe preselekcje Juniores de Portugal do 16. Konkursu Piosenki Eurowizji Junior, w których rywalizowało dziesięciu uczestników: Rita Laranjeira, Carolina Teixeira, Eva Stuart, Júlia Ochoa, Lara Matos Ferreira, Malia Afonso, Mariana Chaves, Matilde Cepeda oraz Nuno Siqueira i Sara Monteiro. Łącznie nadesłano 70 zgłoszeń. Wykonawcy wykonali piosenkę wewnętrznie wybraną przez Rádio e Televisão de Portugal (RTP).
Preselekcje wygrała Rita Laranjeira z piosenką „Gosto de Tudo (Já Não Gosto de Nada)”. 25 listopada 2018 wystąpiła w finale konkursu rozgrywanego w Mińsku, wystąpiła jako druga w kolejności startowej. Zajęła 18. miejsce na 20 uczestniczących państw, zdobywszy 42 punkty, w tym 42 punkty od widzów (13. miejsce) i 0 punktów od jury (19. miejsce).

### Konkurs Piosenki Eurowizji Junior 2019
26 września ogłoszono, że na reprezentantkę wewnętrznie została wybrana 10-letnia Joana Almeida, zwyciężczyni Gala dos Pequenos Cantores da Figueira da Foz, z utworem „Vem Comigo (Come with Me)”, napisanym i skomponowanym przez João Pedro Coimbra. 24 listopada wystąpiła w finale 17. Konkursu Piosenki Eurowizji Junior w Gliwicach. Zajęła 16. miejsce z dorobkiem 43 punktów, w tym 43 punkty od widzów (12. miejsce) oraz 0 punktów od jury (19. miejsce).
18 grudnia 2019 poinformowano, że oglądalność finału konkursu w Portugalii wyniosła 350 tys. widzów.

### Konkurs Piosenki Eurowizji Junior 2020: Brak udziału
13 sierpnia 2020  portugalski nadawca Rádio e Televisão de Portugal (RTP) wstępnie potwierdził swój udział w 18. Konkursie Piosenki Eurowizji Junior. Ostatecznie Portugalia nie pojawiła się na liście uczestników opublikowanej przez EBU 8 września 2020. Dzień później nadawca poinformował, że powodem rezygnacji jest trwająca pandemia koronawirusa.

### Konkurs Piosenki Eurowizji Junior 2021
Nadawca Rádio e Televisão de Portugal (RTP) zdecydował się powrócić po roku nieobecności do udziału w konkursie. Na reprezentanta wewnętrznie został wybrany 13-letni Simão Oliveira, zwycięzca drugiej edycji The Voice Kids Portugal. 12 listopada został wydany konkursowy utwór „O Rapaz”, z którym Simão reprezentował Portugalię w 19. Konkursie Piosenki Eurowizji Junior. Utwór został napisany przez Fernando Daniela i Diogo Clemente. 19 grudnia wystąpił w finale Konkursu Piosenki Eurowizji dla Dzieci rozgrywanym w Paryżu i zajął 11. miejsce z dorobkiem 101 punktów.

### Konkurs Piosenki Eurowizji Junior 2022
31 maja 2022 portugalski nadawca potwierdził swój udział w 20. Konkursie Piosenki Eurowizji Junior. Na reprezentanta wewnętrznie został wybrany 13-letni Nicolas Alves, laureat drugiego miejsca w trzeciej edycji The Voice Kids Portugal. 7 listopada na oficjalnym kanale „Junior Eurovision Song Contest” udostępniono konkursowy utwór „Anos 70”, napisany i skomponowany przez Carolinę Deslandes i Agir.
11 grudnia w finale konkursu zajął 8. miejsce zdobywając 121 punktów na koncie, w tym 70 pkt od widzów (6. miejsce) i 51 pkt od jury (9. miejsce).

### Konkurs Piosenki Eurowizji Junior 2023
20 czerwca 2023  portugalski nadawca potwierdził swój udział w 21. Konkursie Piosenki Eurowizji Junior. Pod koniec czerwca ujawniono, że na reprezentantkę została wybrana 12-letnia Júlia Machado, zwyciężczyni czwartej edycji The Voice Kids Portugal. 30 września za pośrednictwem swojego konta w serwisie Instagram stacja ujawniła, że konkursowa piosenka zostanie ujawniona 9 października. 9 października na oficjalnym kanale Junior Eurovision Song Contest opublikowano piosenkę „Where I Belong”. 26 listopada w finale konkursu rozgrywanego w Nicei wystąpiła jako jedenasta w kolejności startowej i zajęła 13. miejsce z 75 punktami, w tym 45 pkt od widzów i 30 pkt od jury.

### Konkurs Piosenki Eurowizji Junior 2024
8 lipca 2024 portugalski nadawca Rádio e Televisão de Portugal (RTP) podczas finału The Voice Kids potwierdził udział w konkursie oraz poinformował, że zwycięzca programu będzie reprezentować Portugalię podczas 22. Konkursu Piosenki Eurowizji Junior. Finał programu wygrała 13-letnia Victoria Nicole uzyskując tym samym prawo do reprezentowania Portugalii w konkursie. 8 października opublikowano konkursową piosenkę „Esperança”. 16 listopada wystąpiła jako piętnasta w kolejności startowej i zajęła 2. miejsce zdobywszy 213 punktów, w tym 96 pkt od jury (4. miejsce) oraz 117 pkt od widzów (1. miejsce). Jest to jak dotąd najwyższe miejsce w historii startów Portugalii w konkursie. Dzień później ujawniono, że oglądalność konkursu w Portugalii wyniosła 511 tys. widzów, co przełożyło się na udziały w rynku na poziomie 14,3%. 

### Konkurs Piosenki Eurowizji Junior 2025
9 marca 2025 portugalski nadawca potwierdził swój udział w 23. Konkursie Piosenki Eurowizji Junior. 6 kwietnia telewizja ogłosiła, że zwycięzca The Voice Kids będzie reprezentantem kraju w konkursie. 14 lipca 2025 finał programu zwyciężyła 13-letnia Inês Gonçalves, otrzymując tym samym prawo do reprezentowania kraju. 

## Uczestnictwo
Portugalia uczestniczy w Konkursie Piosenki Eurowizji Junior z przerwami od 2006 roku. Poniższa tabela uwzględnia wszystkich portugalskich reprezentantów, tytuły konkursowych piosenek i języki w których były śpiewane oraz wyniki w poszczególnych latach.
| Rok                                   | Artysta          | Piosenka                               | Język                   | Miejsce | Punkty |
| ------------------------------------- | ---------------- | -------------------------------------- | ----------------------- | ------- | ------ |
| 2006                                  | Pedro Madeira    | „Deixa-Me Sentir”                      | portugalski             | 14      | 22     |
| 2007                                  | Jorge Leiria     | „Só quero é cantar”                    | portugalski             | 16      | 15     |
| Brak reprezentanta w latach 2008–2016 |                  |                                        |                         |         |        |
| 2017                                  | Mariana Venâncio | „Youtuber”                             | portugalski             | 14      | 54     |
| 2018                                  | Rita Laranjeira  | „Gosto de Tudo (Já Não Gosto de Nada)” | portugalski             | 18      | 42     |
| 2019                                  | Joana Almeida    | „Vem Comigo (Come with Me)”            | portugalski, angielski  | 16      | 43     |
| Brak reprezentanta w 2020             |                  |                                        |                         |         |        |
| 2021                                  | Simão Oliveira   | „O Rapaz”                              | portugalski             | 11      | 101    |
| 2022                                  | Nicolas Alves    | „Anos 70”                              | portugalski             | 8       | 121    |
| 2023                                  | Júlia Machado    | „Where I Belong”                       | portugalski, angielski  | 13      | 75     |
| 2024                                  | Victoria Nicole  | „Esperança”                            | portugalski, hiszpański | 2       | 213    |
| 2025                                  | Inês Gonçalves   |                                        |                         |         |        |

Legenda:
     1. miejsce
     2. miejsce
     3. miejsce

## Historia głosowania w finale (2007–2024)
Poniższe tabele pokazują, którym krajom Portugalia przyznaje w finale najwięcej punktów oraz od których państw portugalscy reprezentanci otrzymują najwyższe noty.
| L.p. | Kraj            | Punkty |
| ---- | --------------- | ------ |
| 1.   | Białoruś        | 44     |
| 2.   | Armenia         | 37     |
| 3.   | Rosja · Francja | 31     |
| 4.   | Gruzja          | 28     |
| 5.   | Ukraina         | 27     |

| L.p. | Kraj      | Punkty |
| ---- | --------- | ------ |
| 1.   | Hiszpania | 29     |
| 2.   | Gruzja    | 11     |
| 3.   | Włochy    | 10     |
| 4.   | Armenia   | 8      |
| 5.   | Malta     | 7      |

## Komentatorzy i sekretarze
Spis poniżej przedstawia wszystkich portugalskich komentatorów konkursu oraz krajowych sekretarzy podających punkty w finale.
| Komentatorzy i sekretarze z Portugalii             | Komentatorzy i sekretarze z Portugalii | Komentatorzy i sekretarze z Portugalii | Komentatorzy i sekretarze z Portugalii |
| Rok                                                | Komentator                             | Sekretarz                              | Źr.                                    |
| -------------------------------------------------- | -------------------------------------- | -------------------------------------- | -------------------------------------- |
| 2005                                               | Eládio Clímaco                         | Kraj nie brał udziału w konkursie      | [ 62 ]                                 |
| 2006                                               | Isabel Angelino                        | Joana Galo Costa                       |                                        |
| 2007                                               | Isabel Angelino                        | Clara Pedro                            | [ 63 ]                                 |
| Brak reprezentanta i transmisji w latach 2008–2016 |                                        |                                        |                                        |
| 2017                                               | Hélder Reis i Nuno Galopim             | Duarte Valença                         | [ 64 ]                                 |
| 2018                                               | Nuno Galopim                           | Nadezhda Sidorova                      | [ 65 ] [ 66 ]                          |
| 2019                                               | Nuno Galopim                           | Zofia                                  | [ 67 ] [ 68 ]                          |
| Brak reprezentanta i transmisji w 2020             |                                        |                                        |                                        |
| 2021                                               | Nuno Galopim                           | Manon                                  | [ 69 ]                                 |
| 2022                                               | Nuno Galopim i Iolanda Ferreira        | Emily Alves                            | [ 70 ] [ 71 ]                          |
| 2023                                               | Nuno Galopim i Iolanda Ferreira        | Chloé Baldakar                         | [ 72 ]                                 |
| 2024                                               | Nuno Galopim i Carina Jorge            | Júlia Machado                          | [ 73 ] [ 74 ]                          |